# 第一号掃海艇
|          | |
| 艦歴     | |
| 計画     | 大正9年度計画 |
| 起工     | 1922年5月10日 |
| 進水     | 1923年3月6日 |
| 竣工     | 1923年6月30日 |
| その後   | 1945年8月10日空襲により沈没 |
| 除籍     | 1945年9月15日 |
| 性能諸元 | |
| 排水量   | 基準：600トン 公試：702トン |
| 全長     | 76.20m |
| 全幅     | 8.03m |
| 吃水     | 2.29m |
| 機関     | ロ号艦本式缶（石炭専焼）2基 直立3気筒3段膨張レシプロ2基 2軸、4,000馬力                                                                              |
| 速力     | 20.0ノット |
| 航続距離 | 12ノットで2,000海里 |
| 燃料     | 石炭：150トン |
| 乗員     | 97名 |
| 兵装     | 45口径三年式12cm砲 2門 40口径三年式8cm高角砲 単装1門 九一式爆雷投射機2基 爆雷投下台6基 爆雷18個 対艦式大掃海具2型 単艦式大掃海具3型、または機雷50個 |

第一号掃海艇（だいいちごうそうかいてい）は、日本海軍の掃海艇。第一号型掃海艇の1番艦。

## 艦歴
1922年（大正11年）5月10日、播磨造船所で起工。1923年（大正12年）3月6日進水。同年6月30日に竣工。竣工時艇名は第一掃海艇、掃海艇に類別。1924年（大正13年）4月24日、第一号掃海艇に改称。
1937年（昭和12年）から1939年（昭和14年）まで日中戦争において華中の作戦に参加。太平洋戦争では、南方作戦、船団護衛に従事。1945年7月22-23日の海戦でアメリカ海軍駆逐艦と交戦。
1945年（昭和20年）8月10日、米空母艦載機の攻撃を受け沈没（岩手県山田港沖）。同年9月15日に除籍。

## 歴代艇長
※艦長等は『日本海軍史』第9巻・第10巻の「将官履歴」及び『官報』に基づく。
艤装員長
- 千葉成男 少佐：1923年5月1日[7] -

艇長
- 千葉成男 少佐：1923年6月30日[8] - 1923年11月1日[9]
- 遠藤昌 大尉：1923年11月1日[9] - 1924年12月1日[10]
- 井原美岐雄 少佐：1924年12月1日[10] - 1925年12月1日[11]
- 秋山輝男 大尉：1925年12月1日 - 1926年12月1日
- 河西虎三 大尉：1926年12月1日[12] - 1928年1月20日[13]
- 秋山輝男 少佐：1928年1月20日 - 1928年11月1日
- 牟田口格郎 大尉：1928年11月1日 - 1929年4月15日
- 荘司喜一郎 大尉：1929年4月15日 - 1930年12月1日
- 久保田智 大尉：1930年12月1日 - 1931年12月1日
- 山田勇助 大尉：1931年12月1日 - 1932年4月23日
- 勢経雄 大尉：1932年4月23日[14] - 1933年4月10日[15]
- 原田耕作 大尉：1933年4月10日[15] - 1934年4月1日[16]
- 奥山鎮雄 大尉：1934年4月1日[16] - 1935年8月26日[17]
- 堤恭三 大尉：1935年8月26日[17] - 1936年12月1日[18]
- 守屋節司 少佐：1936年12月1日 - 1937年12月1日
- 原口曻 少佐：1937年12月1日[19] - 1938年12月15日[20]
- 竹内一 少佐：1938年12月15日[20] - 1940年2月3日[21]
- 小野四郎 少佐：1940年2月3日[21] - 1940年10月15日[22]
- 山崎仁太郎 大尉：1940年10月15日[23] - 1941年5月15日[24]
- 瀬戸末吉 予備大尉：1941年5月15日[24] -